# セルヒオ・バティスタ
セルヒオ・バティスタ（Sergio Daniel Batista, 1962年11月9日 - ）は、アルゼンチン・ブエノスアイレス出身の元同国代表サッカー選手、サッカー指導者。ポジションは守備的ミッドフィールダー。視野が広く、独特のリズムからの正確なパスが持ち味であった(特にサイドチェンジのパスを得意とした)。父親もアルヘンティノスに在籍したことのあるサッカー選手であった。

## 経歴
アルヘンチノス・ジュニアーズの一員として1985年に国内リーグとコパ・リベルタドーレス決勝ではヘディングでコミッソのゴールをアシストし優勝に貢献した。同年のトヨタカップではユベントスにPK戦の末に敗れたが、僚友のクラウディオ・ボルギと共にアルゼンチン代表に抜擢され、翌年のワールドカップ・メキシコ大会制覇に貢献、1990 FIFAワールドカップでもレギュラーとしてプレーし準優勝に貢献した。
1993年から日本のJFL所属のPJMフューチャーズでプレー。1994年シーズン途中から監督兼任となり、同年限りで一旦引退。1995年にJFL所属の福岡ブルックスヘッドコーチ、1996年に鳥栖フューチャーズヘッドコーチ（シーズン途中から監督代行）を務めた。
2000年以降は指導者に専念し主にアルゼンチン国内のクラブを指揮した後、2007年からアルゼンチンU-20代表監督、またU-23代表監督を兼任。2008年8月、北京オリンピックでは同国を大会連覇に導いた。
2008年10月、ディエゴ・マラドーナ監督率いるアルゼンチン代表のコーチに就任。
2010年ワールドカップ・南アフリカ大会にて、アルゼンチンが準々決勝で敗退した後に、同年8月、マラドーナ監督の後任として、アルゼンチン代表暫定監督に就任し、11月1日に代表監督に就任した。
しかし、地元アルゼンチン開催のコパ・アメリカ2011に於いて、準々決勝の対ウルグアイ戦に敗れた責任を取り、大会終了後の2011年7月25日に監督辞任を表明した。
2012年5月、上海申花の監督に就任。
2015年5月7日、バーレーン代表の監督に就任した。

## エピソード
現役時代は髭と長髪がトレードマークであった。

## 獲得タイトル

### 選手時代

#### クラブ
アルヘンティノス・ジュニアーズ
- プリメーラ・ディビシオン : 1984M, 1985N
- コパ・リベルタドーレス : 1985

リーベル・プレート
- プリメーラ・ディビシオン : 1989-90

#### 代表
アルゼンチン代表
- FIFAワールドカップ : 1986

### 監督時代

#### 代表
アルゼンチン代表
- オリンピックサッカー : 2008